# Somogyzsitfa, Somogy
Somogyzsitfa  este un sat în districtul Marcal, județul Somogy, Ungaria, având o populație de 614 locuitori (2011). 

## Demografie
Componența etnică a satului Somogyzsitfa
     Maghiari (91,04%)
     Romi (6,57%)
     Germani (1,94%)
     Necunoscut (0,45%)
     Alții (0,45%)
Componența confesională a satului Somogyzsitfa
     Fără religie (16,29%)
     Reformați (2,93%)
     Luterani (1,3%)
     Necunoscută (79,48%)
Conform recensământului din 2011, satul Somogyzsitfa avea 614 locuitori. Din punct de vedere etnic, majoritatea locuitorilor (91,04%) erau maghiari, existând și minorități de romi (6,57%) și germani (1,94%). Apartenența etnică nu este cunoscută în cazul a 0,45% din locuitori. Nu există o religie majoritară, locuitorii fiind persoane fără religie (16,29%), reformați (2,93%) și luterani (1,3%). Pentru 79,48% din locuitori nu este cunoscută apartenența confesională.